# Susanna Ridler

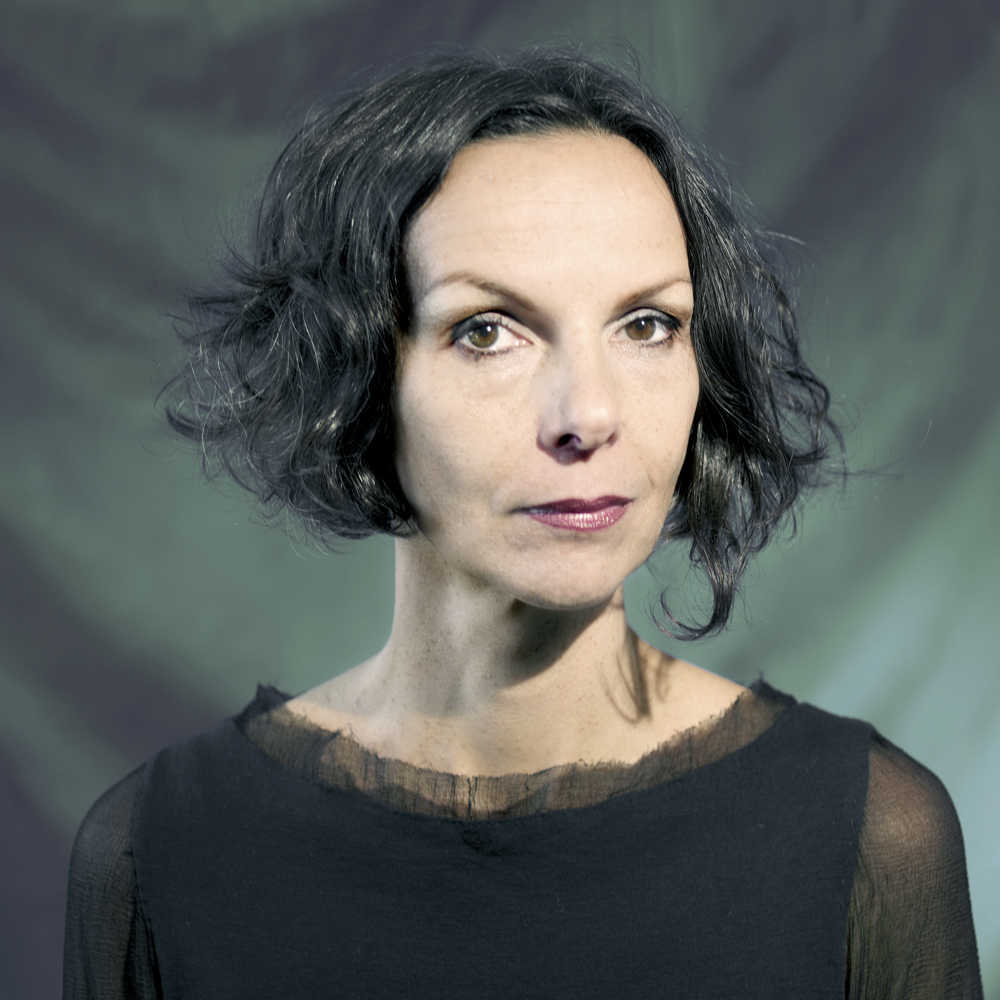
Susanna Ridler (2011)

Susanna Ridler ist eine österreichische Vokalistin und Komponistin im Grenzbereich von Jazz, Elektronik, improvisierter Musik, Zeitgenössischer Musik und Literatur.

## Leben
Ridler studierte zunächst Schauspiel und arbeitete einige Jahre am Theater (u. a. beim Aktionstheater Ensemble), bevor sie ein Musik- und Gesangsstudium in Maastricht, Amsterdam & Los Angeles absolvierte (Outstanding Student Award 1998, Musicians Institute, Hollywood).
1998 gründete Ridler in Los Angeles das Acapella-Trio „treasure“, mit dem sie ihre ersten Kompositionen umsetzte (2. Platz beim kalifornischen Acapella-Wettbewerb „Harmony Sweepstakes“). Nach ihrer Rückkehr nach Wien, 2001, begann Ridler den Computer als Instrument in ihr musikalisches Schaffen zu integrieren. Sie komponierte Musik für Theater und Hörspiel (u. a. für Ö1, „Staatstheater Mainz“), produzierte 2003 für Universal Music einen Remix über Gershwins Summertime. 2004 startete sie ihr Elektronik-Jazz-Pop-Projekt [koe:r].
2008 veröffentlichte Ridler auf ihrem eigenen Label „Electroland Records Vienna“ den ersten Tonträger [koe:r] mit Coverversionen. Bei dieser Produktion mitwirkende österreichische Jazzmusiker waren Peter Herbert (Kontrabass), Wolfgang Puschnig (Saxophon/Flöte), Thomas Gansch (Trompete), Rainer Deixler (Drums), Helmut Jasbar (E-Gitarre).
Ihre auf der CD enthaltene Version von Jobims „Corcovado“ wurde auf der Stereo-Deluxe-Compilation „Brazilution-Winter Edition“ wiederveröffentlicht.
2009 produzierte Ridler eine Remix-EP mit Mixes von I-Wolf, Lowa (featuring Uwe Walkner), Brenda & Conny Dix.
2010 kooperierte sie als Sängerin und Co-Autorin für den Song „kiss her in the stomach“ mit Kava & Christopher Chaplin (Album „Seven Echoes“, Fabrique Records).
2012 folgte das zweite [koe:r] Album „Susystems“ mit Peter Herbert (b), Florian Kmet (egit), Alexander Lackner (b), Gerald Preinfalk (bcl), Wolfgang Puschnig (sax). Damit gelang ihr eine  moderne Kunstmusik – das Rolling Stone Magazin meinte: „Susystems führt schnurstracks ins Reich der Geniestreiche“. Österreich Konzert-Tour u. a. zu: „Grazjazznacht“ in Graz, „Jazz & the City“ in Salzburg, „Women in Jazz“ im Brucknerhaus Linz und „Jazz Art“ im Gläsernen Saal (Wiener Musikverein).
Im Frühjahr 2012 bekam sie einen Kompositionsauftrag vom Outreach Festival zum Thema „Finanzkrise“/no fear, wo das 30-minütige Werk „no fear with angst“ uraufgeführt wurde.
In ihrem Auftragswerk für den Carinthischen Sommer unter dem Titel „Geometrie der Seele oder ich seh den See nicht mehr“ vertonte Ridler 2014/15 erstmals Auszüge aus Gert-Jonke-Werken (u. a. Teile des „Geometrischen Heimatromans“). Das Projekt wurde im Trio mit Kontrabassist Peter Herbert und Saxophonist Wolfgang Puschnig uraufgeführt.
Daraufhin beauftragte die Gert-Jonke-Gesellschaft Ridler, am Ehrengrab Gert Jonkes die Enthüllung des neuen Grabsteines musikalisch zu begleiten, ebenso im März 2015 die Verleihung des Gert-Jonke-Preises im Stadttheater Klagenfurt – hier mit der Uraufführung der Auftragskomposition über das Jonke-Gedicht „hier die Landkarte“.
2016 erhielt Ridler seitens der Gert-Jonke-Gesellschaft die Möglichkeit, unveröffentlichte Texte des Dichters für weitere Kompositionen heranzuziehen. Aus diesen Textfragmenten entstanden Musikwerke für Solo-Stimme, Kammerensemble (in Kooperation mit Dirigent Peter Burwik / ensemble XX.jahrhundert) und Jazz-Trio – mit Bassist Peter Herbert & Saxofonist Wolfgang Puschnig –, die 2017 beim 10. Literaturfest Salzburg uraufgeführt wurden.
Im Winter 2020/21 veröffentlicht Ridler als Ergebnis ihrer langjährigen musikalischen Auseinandersetzung mit dem literarischen Werk Gert Jonkes - den Tonträger „Geometrie der Seele - Musikalische Hommage an den Dichter Gert Jonke (1946-2009)“.
2025 vertonte sie den Roman Fretten von Helena Adler.

## Diskografie
- 2024: Susanna Ridler - EP - "Chlorophyllklang - Melodram in vier Sätzen nach Gert Jonke (für Stimme und artificial orchestra)"
- 2024: Susanna Ridler - Single - "Prayer For Democracy"
- 2024: Susanna Ridler - Single - "Kein Violinkonzert"
- 2024: Susanna Ridler  [koe:r] - Single - "where do we go"
- 2024: Susanna Ridler  [koe:r] - Single - "Farewell" Vocal Edit 2024
- 2024: Susanna Ridler  [koe:r] - Single - "Walk" Vocal Edit 2024
- 2020: Susanna Ridler „Geometrie der Seele - Musikalische Hommage an den Dichter Gert Jonke (1946-2009)“, Electroland Records Vienna, ELRV0002
- 2012: [koe:r]  „Susystems“ – Electroland Records Vienna, ELRV001
- 2011: Single „Winter“, Electroland Records Vienna, ELR001
- 2010: „Seven Echoes“ von Kava & Christopher Chaplin, Fabrique Records (Gast auf Track 6)
- 2009: Stereo Deluxe „Winter Edition“ enthält [koe:r]s Version von Jobim‘s „Corcovado“
- 2009: [koe:r] „Remix-EP“ – Electroland Records/Geco Tonwaren; mit Mixes von Iwolf, Lowa (feat. Uwe Walkner), Brenda, Conny Dix & Susanna Ridler
- 2008: [koe:r] – Electroland Records/Geco Tonwaren
- 2003: „Summertime, this is now“, Remix Compilation, Universal Music Austria, (Ridler alias tristan)

## Auftragskomposition / Kooperationen / Theatermusik / POCKET SESSION
- 2020: 2 Auftragskompositionen für das Projekt MUSICA FEMINA – Poesie der Komponistinnen
- 2018: Auftragswerk für das ensemble XX. Jahrhundert, „Wir:ich“, Uraufführung 17. Juni 2018, Porgy & Bess Wien
- 2018: Auftragskomposition / Carinthischer Sommer 2018 / 3 „neue“ Kärntner Lieder für Männer-Vokaloktett, mit Texten von Gert Jonke
- 2017: Uraufführung  & Premiere "Geometrie der Seele" @ Literaturfest Salzburg[2] / Kompositionen über großteils unveröffentlichte Textfragmente des Schriftstellers Gert Jonke, im Trio mit Peter Herbert (Kontrabass) und Wolfgang Puschnig (Saxophon, Flöte)

- 2016: Kammermusikstück geschrieben für das ensemble XX jahrhundert[3] unter der Leitung des Dirigenten Peter Burwik // mit Texten von Gert Jonke // „Chlorophyllklangpulverstaub oder: die Erforschung des botanischen Tongewebes“// Uraufführung  7. Dezember 2016
- seit 2015 – POCKET SESSION:[4] eine 30-45 minütige Solo- oder Duo-Session, als musikalische Werkstatt im öffentlichen Raum

- 2015: Auftragskomposition für die Gert-Jonke-Gesellschaft zur Verleihung des Gert-Jonke-Preises 2015 im Stadttheater Klagenfurt/Uraufführung „Weil die Erinnerung an Dich…“
- 2014: Musikalische Begleitung am Ehrengrab Gert Jonkes – bei der Enthüllung der neuen Grabskulptur des bildenden Künstlers Wolfgang Walkensteiner
- 2014: Auftragswerk für den Carinthischen Sommer/ Unter dem Titel „Geometrie der Seele oder ich seh den See nicht mehr“ vertont Ridler Auszüge aus Gert-Jonke-Werken (u. a. Teile des „Geometrischen Heimatromans“)
- 2013: Mitwirkung als Vokalistin & Elektronikerin  bei Karl Ritter & Wolfgang C. Kuthan’s „Soundritual“, eine groß besetzte Kunstaktion, energetische Tonmalerei aus übereinander geschichteten Gitarren-Feedbacks, einer Vielzahl akustischer Instrumente und menschlicher Stimmen.
- 2012: Auftragskomposition vom „Outreach Festival“ zum Thema „Finanzkrise“, wo das 30-minütige Werk „no fear with angst“ uraufgeführt wurde (gefördert durch das BMUK)
- 2010: Song Co-Autorin & Vocals für Track 6 auf der CD „Seven Echoes“  von „Kava & Christopher Chaplin“/ Fabrique Records
- 2009: Theatermusik für Ewald Plametshofer‘s „Sauschneiden“ Regie: Dieter Boyer, Theater am Lend, Graz
- 2008: Theatermusik für „Torquato Tasso“, Regie: Dieter Boyer, Staatstheater Mainz
- 2008: Musik & Konzert für die „Multimedia – Staatspreis Verleihung“, Konzerthaus Wien
- 2008: Musik & Performance  für das „5 Jahres Jubiläum von Gabarage“, Künstlerhaus / brut, Wien
- 2007: Komposition und Soundinstallation für die Ausstellung von Jürgen Schiefer im K/haus, Wien
- 2006: Konzert und musikalische Rahmengestaltung für die Ausstellungseröffnung „Verrückte  Liebe“ im Kunstforum Bank Austria, Wien
- 2005: ORF, Hörspielmusik „Neuland“, Text: Andraes Renoldner, Regie: Katharina Weiss
- 2003: Theatermusik für „Das Verbrechen des 21 Jahrhunderts“, Regie: Dieter Boyer, Theater mbh, Kabelwerk, Wien
- 2002: Theatermusik für „Vagina Monologe“: Regie: Brigitta Soraperra, Remise Bludenz
- 2001: Gesang und Sprache in Bachmann, „Life during Wartime“, Musik: Peter Herbert, Regie: Claudia Oberleitner
- 2001: „West‘s und Zobenriggs Zweifel“, Musik: Michael Mautner, MUMOK, ORF Aufzeichnung